# Brodiaea kinkiensis
Brodiaea kinkiensis ist eine Pflanzenart aus der Gattung Brodiaea in der Familie der Spargelgewächse (Asparagaceae). Dieser Endemit kommt nur auf der zu den kalifornischen Kanalinseln gehörenden Insel San Clemente vor.

## Beschreibung

### Vegetative Merkmale
Brodiaea kinkiensis wächst als ausdauernde krautige Pflanze. Als Überdauerungsorgane werden Pflanzenknollen gebildet. Es ist die Brodiaea-Art, die je Knolle während der Vegetationszeit nur ein schmales Laubblatt produziert.

### Generative Merkmale
Die Blütezeit reicht auf der Heimatinsel von Mai bis Juni. Der schlanke Blütenstandsschaft ist nur 2 bis 3 Zentimeter lang. Endständig auf dem Blütenstandsschaft befindet sich ein offener, doldiger Blütenstand. Die Tragblätter hüllen auch, während der Blütenstand noch knospig ist, diesen nicht vollständig ein. Es sind auch Deckblätter vorhanden. Der Blütenstiel ist 1 bis 4 Zentimeter lang.
Die zwittrigen Blüten sind radiärsymmetrisch und dreizählig. Es sind zwei Kreise mit je drei Blütenhüllblättern vorhanden, die an ihrer Basis verwachsen sind. Die drei äußeren Blütenhüllblätter sind etwas schmaler als die inneren drei, die rund mit breit-gerundetem oberen Ende sind. Die sechs purpurfarbenen oder violetten Blütenhüllblätter sind zu einer bei einer Länge von 9 bis 12 Millimetern schmal-glockenförmigen, undurchsichtigen Blütenröhre verwachsen, die auch bis zur nicht Fruchtreife aufspringt. Die Blütenkrone ist insgesamt 14 bis 24 Millimeter lang und der freie Teil der Blütenhüllblätter ist meist mehr als doppelt so lang wie die Blütenröhre. Der freie Teil der Blütenhüllblätter ist bei einer Länge von 12 bis 18 Millimetern weit-ausgebreitet. Bei Brodiaea kinkiensis befinden sich innerhalb der Blütenhüllblätter und mit diesen verwachsen drei sterile Staubblätter, also Staminodien, die kleinen Kronblättern ähneln und jeweils den äußeren Blütenhüllblättern gegenüber stehen. Bei den aufrechter und relativ weit von den Staubblättern entfernten Staminodien ist bei einer Breite von 3 bis 7 Millimetern linealisch und das obere Ende scharf zugespitzt. Die drei fertilen Staubblätter befinden sich gegenüber den inneren Blütenhüllblättern und sind gleichfalls an der Basis der Blütenhülle verwachsen. Die Basis der nur 1,5 bis 2 Millimeter langen Staubfäden ist nicht dreieckig und besitzt unterseits einen schmalen Flügel, aber keine Anhängsel. Die Größe und Form der Staubblätter und der Strukturen an der Basis der Staubfäden sind wichtige Bestimmungsmerkmale für die Brodiaea-Arten. Die Staubbeutel sind bei einer Länge von 4 bis 7 Millimetern linealisch und das obere Ende ist breit-gekerbt. Drei Fruchtblätter sind zu einem 6 bis 9 Millimeter langen, dreikämmerigen Fruchtknoten verwachsen. Der 5 bis 7 Millimeter lange Griffel endet in einer dreilappigen Narbe.
Die eiförmigen Kapselfrüchte öffnen sich fachspaltig = lokulizid. Die Samen sind schwarz.

### Chromosomensatz
Die Chromosomengrundzahl beträgt x = 16; es liegt Diploidie mit einer Chromosomenzahl von 2n = 32 vor.

## Vorkommen und Gefährdung
Brodiaea kinkiensis kommt nur auf der vor Kalifornien gelegenen Insel San Clemente vor. Sie gedeiht nur auf den auf dem Tafelberg befindlichen Ebenen auf Lehmböden in Höhenlagen von 100 bis 200 Metern.
Brodiaea kinkiensis steht unter Schutz.

## Taxonomie
Die Erstbeschreibung von Brodiaea kinkiensis erfolgte 1966 durch Theodore F. Niehaus in Madroño, Volume 18, Issue 8, Seiten 233–235. Als Typusmaterial wurde T. F. Niehaus 407 (Institution: HT: UC-1200400) hinterlegt.